# Cuisine tamoule

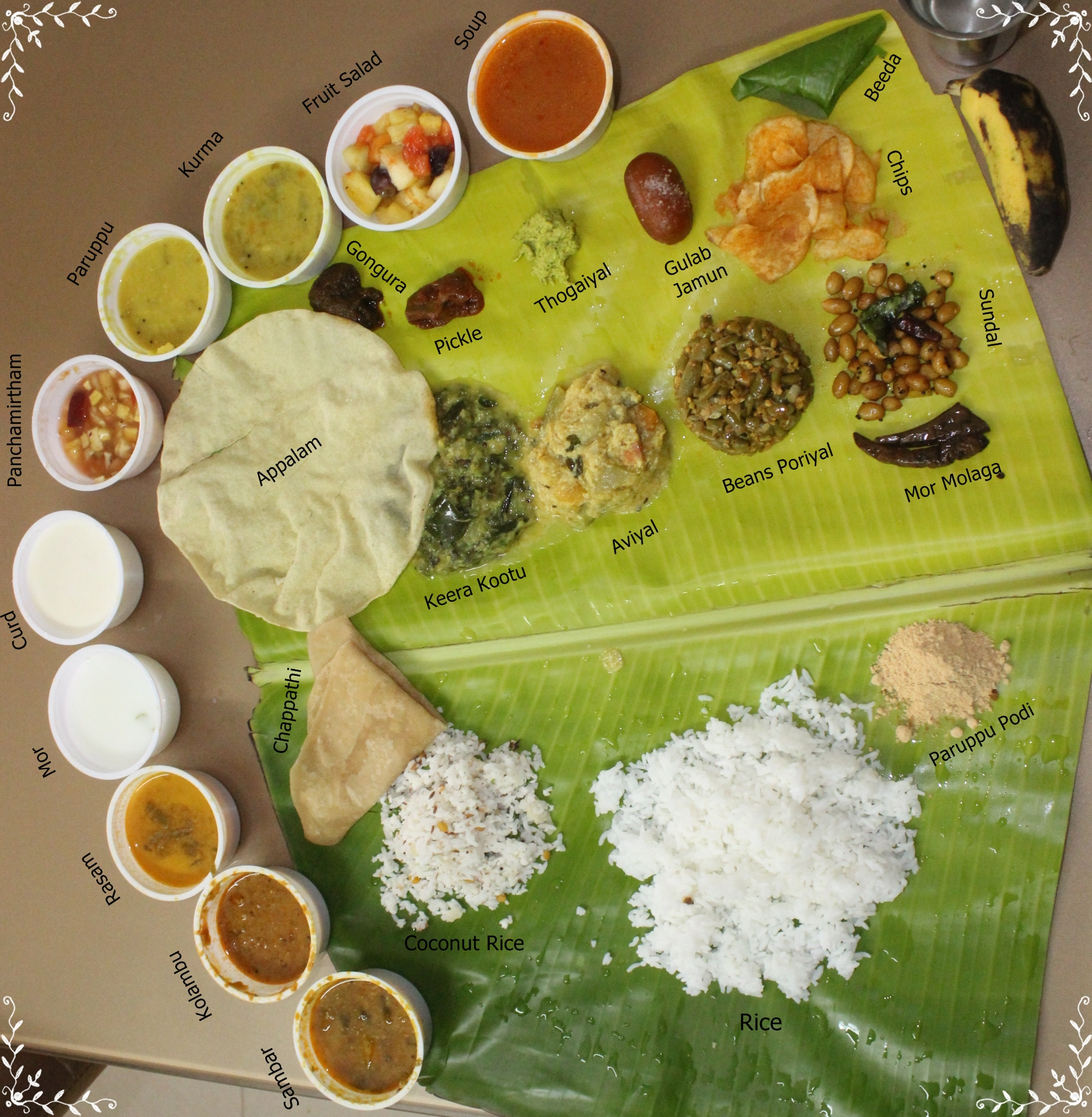
Repas végétarien au Tamil Nadu.

La cuisine tamoule est l'une des principales cuisines indiennes et l'une de celles qui a le moins été influencée par d'autres cultures étrangères. Les plats sont très variés et changent en fonction des communautés. Ainsi on peut parler des « cuisines tamoules » plutôt qu'une cuisine tamoule.
Une première divergence peut être remarquée entre les usages et pratiques culinaires qui prévalent en Inde du Sud de ceux qui prédominent à Ceylan,, les deux territoires où sont concentrés les populations historiques de tamoulophones. Une distinction notable concerne la présence des produits laitiers (voir article sur les produits laitiers en Inde), dont le yaourt et le babeurre, plutôt abondante en « Pays tamoul » (en Inde), tandis que peu courante au Sri Lanka. À l'inverse, si la noix de coco, ses produits dérivés (dont l'huile et le lait), ainsi que le piment sont des ingrédients bien présents dans le sud de l'Inde, ils connaissent un emploi encore plus généreux dans les cuisines de l'île. Il est ainsi courant dans le monde anglo-saxon de parler de Sri Lankan Tamil Cuisine ou de « Cuisine tamoule sri lankaise » (voir article sur la cuisine sri lankaise) à part, distinguée notamment par sa spécificité dans ses ingrédients, ses plats, et pour sa forte proximité avec les usages et pratiques culinaires des populations cinghalaises. Partageant avec ceux-ci une influence du sud-est asiatique. Dans cet article, la cuisine tamoule est surtout abordée dans son spectre indien.
Traditionnellement, les plats végétariens prédominent. Cependant, la région offre de nombreux plats à base de mouton, de poulet ou de poisson. Les Tamouls, dont la plupart habitent aujourd'hui l'extrême sud de l'Inde, dans l'État du Tamil Nadu, ont fait évoluer cette cuisine au fil des siècles. Elle est caractérisée par l'utilisation de riz, de légumes, de lentilles, et ses arômes particuliers viennent du mélange de condiments : feuilles de carry, tamarin, coriandre, gingembre, ail, piments, cannelle, clous de girofle, cardamome, cumin, noix muscade, noix de coco, eau de rose.
Car la côte des Épices, au Kerala tout proche, produit tous ces condiments à profusion. Le mot carry, passé dans le langage culinaire international, vient d'ailleurs du mot tamoul kari, qui signifie « sauce ».
Le riz et les légumes forment donc la base de la cuisine tamoule. Les lentilles jouent également un grand rôle, et sont servies soit avec le riz, soit en tant que plats indépendants.
Dans les grandes occasions, les plats tamouls seront préparés dans le strict respect des traditions tant pour leur préparation — qui prend beaucoup de temps — que pour leur service ; un repas tamoul se prend en effet traditionnellement assis par terre et les plats sont servis sur une feuille de bananier. On porte la nourriture à sa bouche avec les doigts de la main droite. À la fin du repas, on se lave les mains et les feuilles de bananier sont données aux vaches. On retrouve ce même type de repas, dans un environnement gai et amical, non seulement au Tamil Nadu, mais aussi en Andhra Pradesh et au Kerala.
Du fait de l'urbanisation croissante, du poids de la culture cosmopolite et de l'éclatement des familles qu'implique le mode de vie moderne, des adaptations ont été apportées : l'utilisation de tables, chaises et couverts est aujourd'hui la norme.
En dépit de ces changements, la cuisine tamoule conserve toutes ses caractéristiques dans le choix des ingrédients, de ses saveurs et de ses arômes.

## Caractéristiques de la cuisine tamoule

### Notions traditionnelles

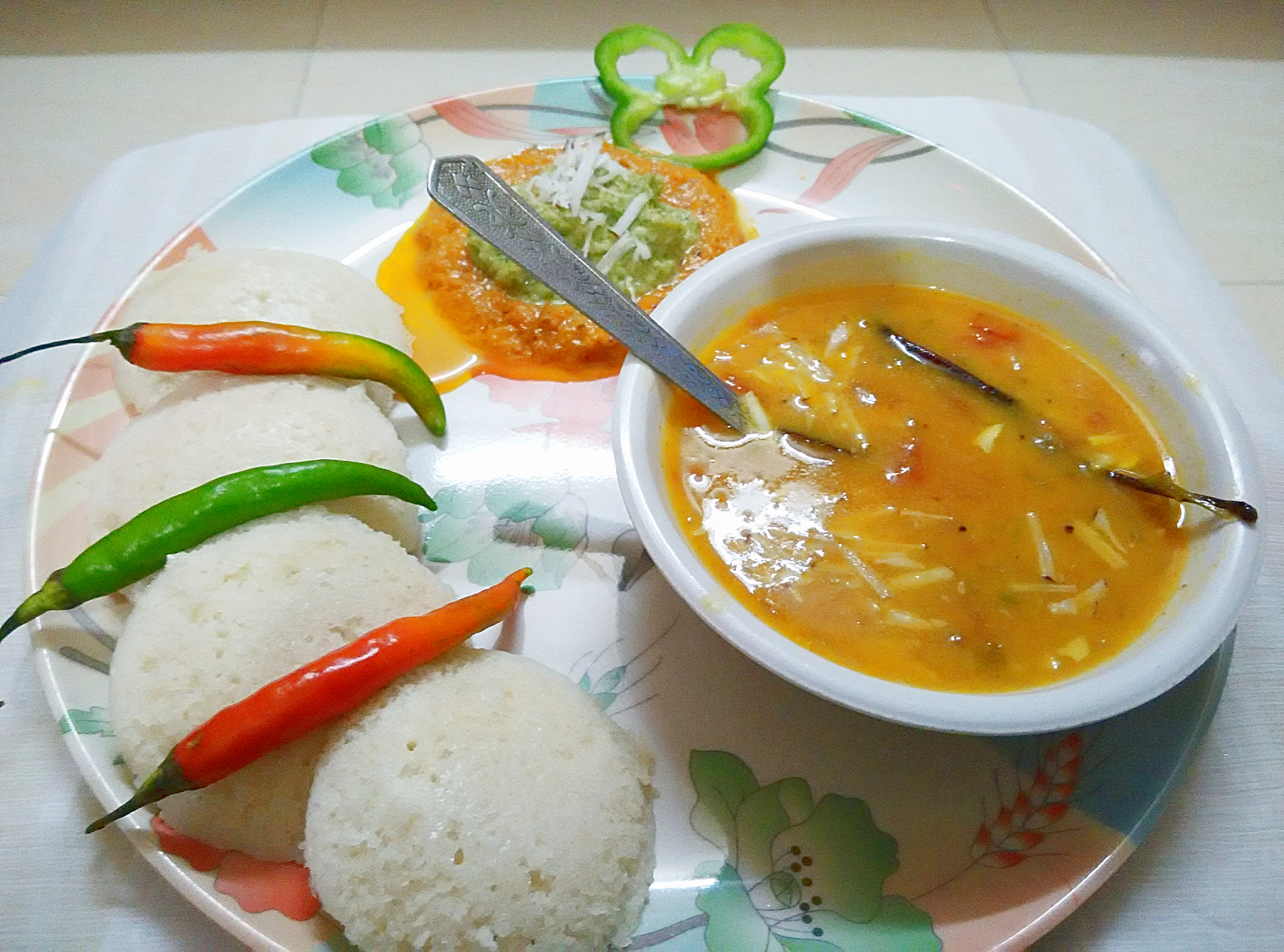
Idli et sambar.

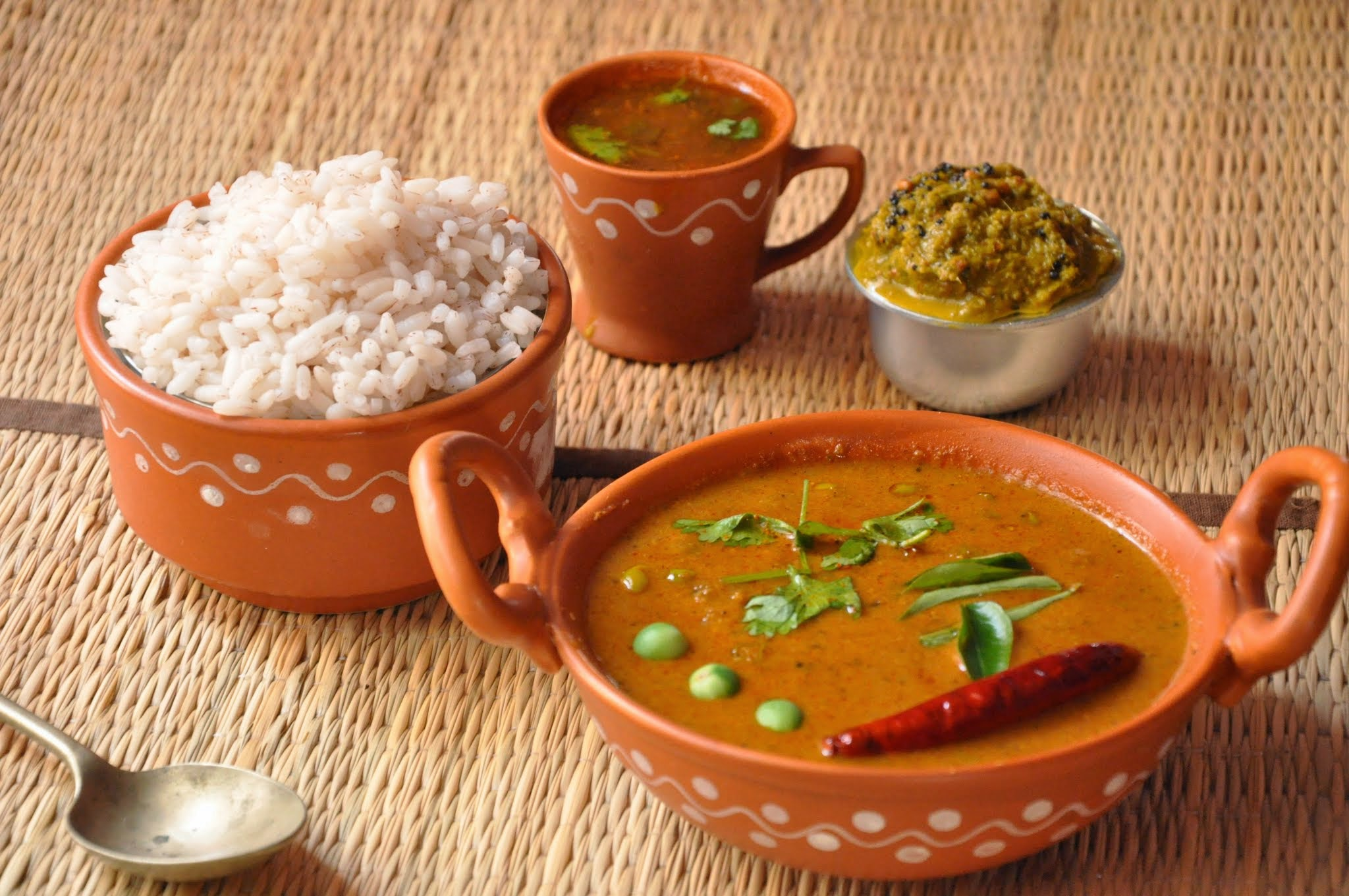
Riz du Kerala avec du sundakai puli kara kulampu, un rasam de tomates et un chutney de pirantai.

La nourriture est basée sur six saveurs de base : sucrée, aigre, salée, amère, piquante et astringente. La cuisine tamoule traditionnelle recommande que chacun de ces six goûts soit présent dans chaque repas principal. Chaque goût participe à l'équilibre général, et inclure ces six goûts permet une alimentation complète et équilibrée, propice tant à l'appétit qu'à la digestion :
sucré ou douxlait, beurre, crème, froment, ghi (beurre clarifié), riz, miel, sucre ;
aigrecitrons, fruits du genre Citrus, lait caillé, mangue verte, tamarin ;
salésel ;
amercourge amère, légumes verts de différents types, curcuma, fenugrec ;
piquantpiments, gingembre, poivre noir, clous de girofle, moutarde ;
astringentharicots et lentilles, curcuma, légumes comme le chou-fleur et le chou.
Un repas typique, du midi ou du soir, sera servi sur une feuille de bananier. Comme l'aliment de base est le riz, du riz à la vapeur sera servi avec toute une variété de plats de légumes, comme du sambar, du curry sec, du rasam et du kootu. Les repas sont souvent accompagnés par des appalam croustillantes.
L'ordre normal pour servir le riz est le riz avec le sambar ou le kuzhambu, puis le riz avec le rasam, puis en dernier, le riz avec le lait caillé. La dernière tournée de riz sera servie avec une banane ou avec des feuilles et des noix de betel à mâcher.
Pour un repas non végétarien, on inclura les currys et les plats préparés avec du mouton, du poulet ou du poisson.

### Plats servis par les restaurants tamouls

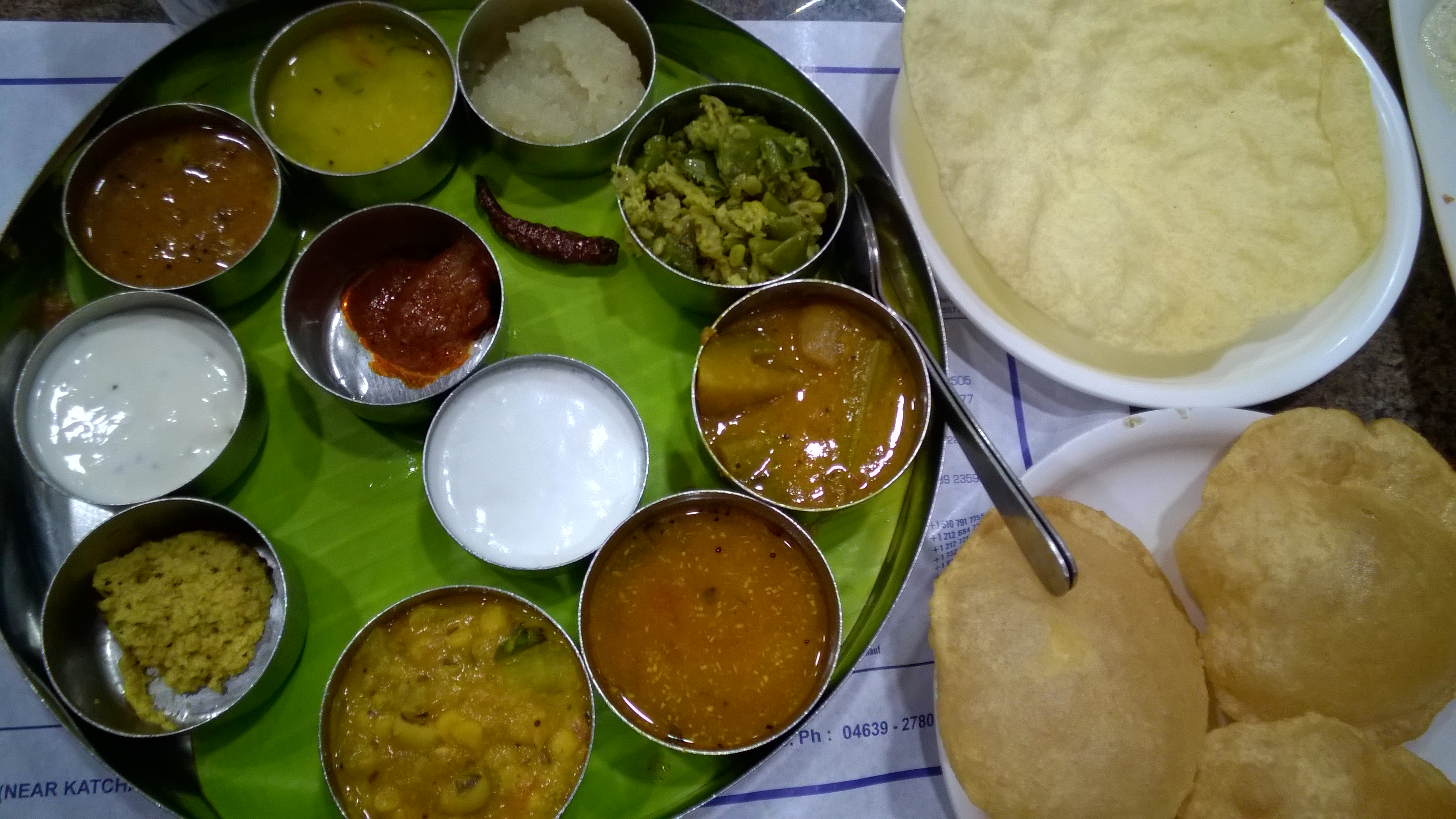
Thali au Tamil Nadu.

Un repas indien servi dans un restaurant va généralement s'appeler un thali, ce qui veut dire « un plat » en hindi. Il est habituellement servi sur un plat d'acier inoxydable, avec une sélection de différents mets disposés dans de petits bols. Selon la cuisine régionale précise dans laquelle se spécialise le restaurant, il offre des choix de mets différents, végétariens ou non, propres à chaque région. Par exemple, on peut rencontrer des thali d'Inde du Sud, des thali de Chettinad, des thali de Mumbai, etc.
Le riz, même s'il n'est présent qu'en quantité modeste, semble essentiel à la définition populaire d'un thali, et si les plats du nord de l'Inde sont accompagnés de diverses formes de pains, comme les chapatis, les naans, les paratha, les roti, les plats d'Inde du Sud sont en général accompagnés de riz.
Dans certains restaurants, les thali peuvent offrir des « plats sans fonds », ce qui signifie qu'on peut manger à volonté jusqu'à satiété.
Enfin, une banane, un verre de jus de fruit, ou encore un lassi viendra conclure le repas.
Les restaurants purement végétariens à l'enseigne Udupi cuisine offrent une excellente nourriture végétarienne de par le monde et servent des repas végétariens et des tiffin, dont la plupart sont originaires de la cuisine du Karnataka. Cependant, certains de ces restaurants se sont diversifiés et peuvent offrir d'autres plats indiens, voire des plats chinois « indianisés » (ou cuisine dite Indo-Chinese ou « Indo-Chinoise »).

## Ingrédients couramment utilisés
- Le riz est l'ingrédient de base pour pratiquement tous les Tamouls. Préparé à la vapeur, avec un accompagnement varié, tel que sambar, carry sec, rasam, kootu, thayir (lait caillé ou babeurre).
- Les tiffin sont des repas légers, servis généralement au petit déjeuner, ou encore le soir, et qui comprennent quelques plats comme l’idli, le pongal, le dosai, les chapatis, etc. Les tiffin sont bien souvent accompagnés de café filtre.
- Les plats de Chettinad, tels que le appam et l'uthappam.
- Le parota, plat du Kerala fait de maida (farine) et proche des paratha, les galettes que l'on mange au nord de l'Inde.
- L’upma, fait de semoule de froment, d'oignons, de poivrons. Le froment peut être remplacé par du riz brisé ou toute autre céréale présentant l'apparence de la semoule.
- Le café filtre indien est le breuvage le plus populaire, notamment dans la région de Madras (Chennai). C'est une institution sociale majeure des régions tamoules de l'Inde du Sud. Il peut être appelé diversement « Madras Filter Coffee », « Mysore Filter Coffee », « Mylapore Filter Coffee » ou « Kumbakonam Degree Coffee », et serait préparé d'une façon spécifique à chacune de ses régions, qu'on ne retrouve nulle part ailleurs. On utilise en général d'excellents grains, de type Peaberry, ou, à défaut, de type Arabica (moins coûteux). La préparation de ce café est un rituel au cours duquel les grains sont d'abord torréfiés, puis broyés. Il arrive que l'on rajoute un peu de chicorée pour en renforcer l'arôme. Ensuite, la poudre résultant est filtrée à l'eau bouillante, pour obtenir une décoction extrêmement noire.
- Le thé, fortement infusé, est également une boisson populaire en pays tamoul, où l'on trouve partout de très nombreuses échoppes qui le préparent.
- Les dosai sont des crêpes préparées à partir d'une pâte de riz et de urad dal (sorte de lentilles noires) et accompagnées de sambar.
- Les idli, gâteaux de riz à la vapeur, sont préparés comme les dosai, à partir d'une pâte de riz et de urad dal. On sert du chutney ou du sambar en accompagnement.
- Le puliyodarai (puli signifie « tamarin », et thorai/thoran veut dire « frire ») est un plat tamoul populaire parmi les Tamouls iyengars, et fameux à travers tout le Karnataka sous le nom de puliyogare. C'est un mélange de pâte de tamarin et de riz cuit. La pâte de tamarin est frite à l'huile de sésame, à l'ase fétide (asafoetida), de la poudre de fenugrec, du piment séché, des arachides, de l’urad dal et des pois chiches, des graines de moutarde, de coriandre et de cumin, des feuilles de curry et du curcuma, sans oublier le sel.
- Le sambar (ou sambhar) est un épais brouet de lentilles avec du tamarin et des légumes, parfumé de différentes épices exotiques.
- Le rasam est une soupe de lentilles au poivre, à la coriandre et aux graines de cumin.
- Le thayir sadam est du riz à la vapeur avec du lait caillé ou du yaourt.
- Les sevai ou idiyappam sont de longues nouilles de riz faites à partir de gâteaux de riz préparés à la vapeur.

## Quelques spécialités

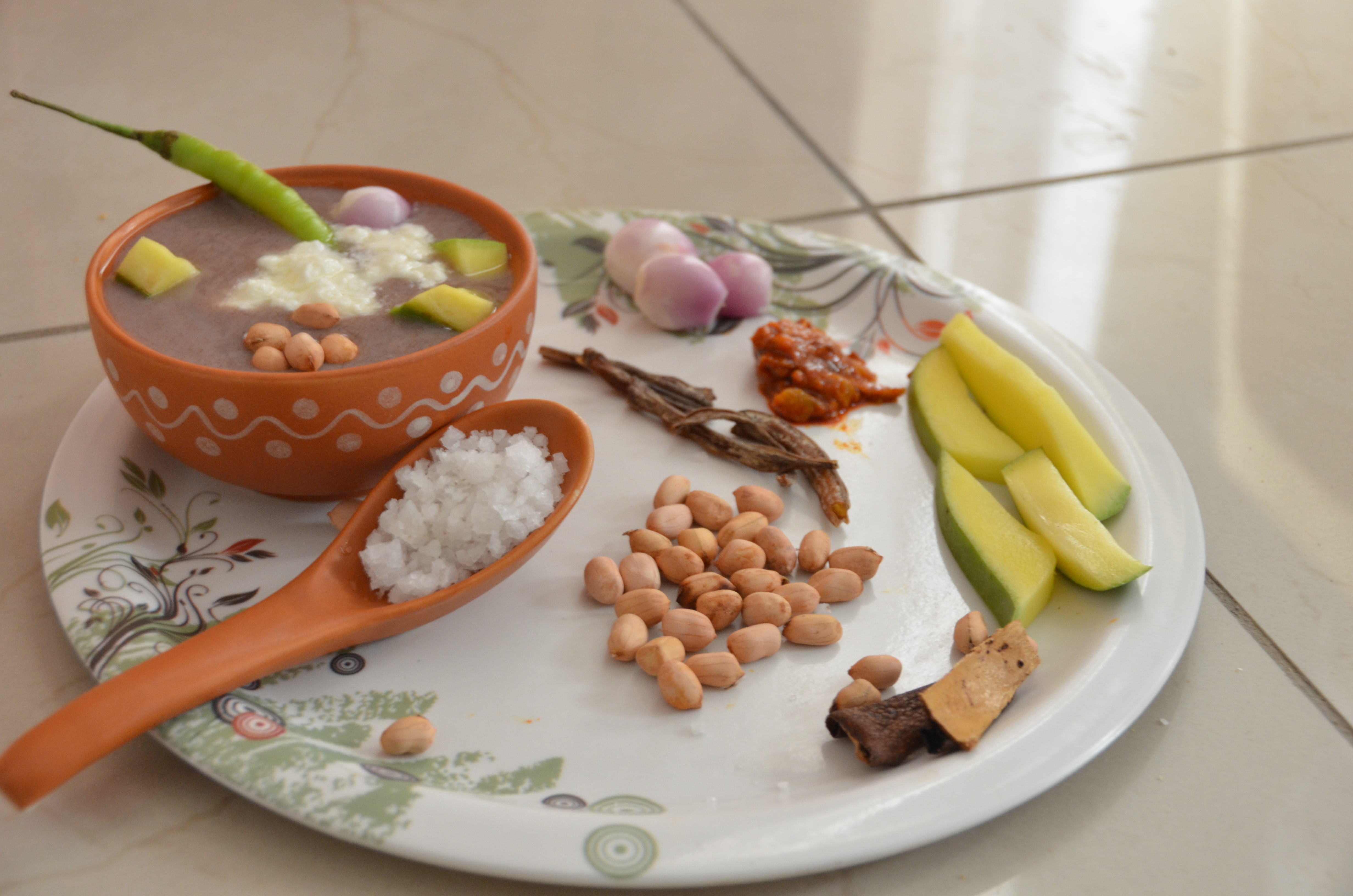
Kambu koozh avec des accompagnements.

Le koozh est une sorte de porridge, appelé également kanji. Jadis, ce plat était considéré comme un plat de pauvre, au petit déjeuner et au repas de midi. De nos jours, avec la vogue des nourritures diététiques, c'est plutôt considéré comme une boisson diététique de riches.
Le kootu est un ragoût de légumes ou de différents épinards, avec des lentilles, du tamarin et du poivre noir. Le khootu est souvent préparé comme accompagnement d'un plat de riz, de sambar et de rasam.
Le poriyal est un ragoût d'oignons en dés ou en julienne avec des légumes et des épices. La variante tamoule inclut souvent des noix de coco râpées. Tous les poriyal contiennent souvent des légumes et des lentilles.

## Influence de la cuisine tamoule dans le reste du monde
Historiquement, la cuisine tamoule a voyagé vers de nombreuses régions du monde. En particulier, des archéologues auraient trouvé des traces montrant que la cuisine tamoule était arrivée jusqu'à la Rome antique. Elle a voyagé jusqu'en Grèce, au Moyen-Orient, en Malaisie, à Singapour et en Thaïlande, grâce aux commerçants nagarathars venus du Tamil Nadu, les Karaikudi Chettiars. Parallèlement à la cuisine chinoise, la cuisine tamoule a influencé ces différentes cuisines pour en faire ce qu'elles sont aujourd'hui.
La cuisine sud-africaine indienne d'aujourd'hui est marquée par les apports tamouls de la fin du XIXe siècle.

## Influences reçues
Si la cuisine tamoule n'est guère touchée en tant que telle, le tourisme a cependant eu un impact sur ce qu'on mange dans le sud de l'Inde.
Chennai (Madras) et le Tamil Nadu sont en effet devenus une destination touristique majeure, et il est par conséquent logique qu'on y trouve aujourd'hui des cuisines venues d'autres parties du monde.
On y trouve par exemple de nombreuses formes culinaires venues d'autres parties de l'Inde, des cuisines européenne et chinoise, et ceci depuis déjà un certain temps. On trouve aujourd'hui des restaurants spécialisés en cuisines italienne, mexicaine, thaï, coréenne, japonaise et méditerranéenne, pour citer quelques-unes des plus populaires.

## Termes de cuisines tamouls connus à l'étranger
De nombreux termes de la cuisine tamoule sont connus au-delà du monde indien :
- le mot carry est une anglicisation du mot tamoul kari[5] ;
- l'expression tamoule milagu thanneer, qui signifie « soupe au poivre » (mot à mot, « eau de poivre »), a été transposée en anglais comme mulligatawny[6] ;
- le mot mangue vient du mot tamoul maangaai[7] ;
- le mot « riz » vient peut-être en dernier ressort du mot tamoul arisi (அரிசி), duquel le mot arabe ar-ruzz est venu, puis les mots portugais et espagnol  arroz[8]. Le terme kannada akki présente des racines communes.